# Adolphe Hatzfeld
Adolphe Hatzfeld (* 17. Dezember 1824 in Paris; † 5. Oktober 1900 ebenda) war ein französischer Lehrer (Altphilologe), Romanist und Lexikograf.

## Leben und Werk
Hatzfeld, der einer protestantischen Pastorenfamilie entstammte, ging durch die Institution Massin, die Ecole Normale, bestand die Agrégation und habilitierte sich 1850 in Paris mit den beiden Thèses De la Politique dans ses rapports avec la morale. Essai sur „la République“ de Platon und De Parmenide Platonis disputatio academica. Er war dann Hauslehrer bei dem Verleger Louis Hachette und Mitarbeiter am lateinisch-französisch, französisch-lateinischen Wörterbuch von Louis-Marie Quicherat. 1855 wurde er in Grenoble Lehrer für fremdsprachige Literaturen, 1860 Rhetoriklehrer am Lycée Louis-le-Grand in Paris.
1871 begann er mit Arsène Darmesteter, der den historischen Part übernahm, das große Projekt seines Lebens, den Dictionnaire général de la langue française du commencement du XVIIIe siècle jusqu'à nos jours, précédé d'un traité de la formation de la langue in 2 Bänden, der 1890 zu erscheinen begann und 1900 fertig vorlag, nachdem Antoine Thomas (1857–1935) für den 1888 verstorbenen Darmesteter eingesprungen war. Dieses, von den Fachleuten als erstes modernes Wörterbuch gelobte, aber beim breiteren gebildeten Publikum nie populäre Werk blieb in seiner Kategorie bis zum Erscheinen des Petit Robert im Jahr 1967 ohne Nachfolger.

## Weitere Werke
- (Hrsg.) [Texte von Aristophanes, Aristoteles, Platon, Vergil, Descartes, Fénelon, Bourdaloue und Buffon ]
- Arsène Darmesteter (Hrsg.) Morceaux choisis des principaux écrivains, en prose et en vers, du XVIe siècle, Paris 1876, 6. Auflage 1896
- Arsène Darmesteter: Le XVIe siècle en France. Tableau de la littérature et de la langue, suivi de morceaux en prose et en vers choisis dans les principaux écrivains de cette époque, Paris 1878, 6. Auflage 1897, Nachdruck 2000
- Saint Augustin, Paris 1897
- Pascal, Paris 1901